# Ammospiza nelsoni
El chingolo de Nelson (Ammospiza nelsoni ), también conocido como sabanero o gorrión de Nelson, es una especie de ave paseriforme de la familia Passerellidae. Se reproduce en los pantanos de la costa Atlántica de Canadá y Maine, la región de las praderas canadienses, una franja costera en el sur de la bahía de Hudson y el centro-norte de Estados Unidos. Durante el invierno migra a las costas del sureste de los Estados Unidos. Su nombre conmemora al naturalista estadounidense Edward William Nelson.

## Subespecies
Se reconocen tres subespecies:
- A. n. alter (Todd, 1938)
- A. n. nelsoni (Allen, 1875)
- A. n. subvirgatus (Dwight, 1887)